# 레위니옹
레위니옹(프랑스어: La Réunion 라 레위니옹[*], 문화어: 레유니옹)은 프랑스의 해외 레지옹(région; 해외 영토)인 동아프리카의 섬으로, 마다가스카르섬 동쪽의 인도양에 있다. 주도는 생드니이다. 면적은 2,512km2이고, 2013년 인구는 84만 명이다. 이 섬의 경제는 거의 전적으로 설탕 산업에 의지하고 있다.
한동안 무인도로 남아 있었던 이 섬은 17세기에 이르러 프랑스인들이 정착해 식민지화하면서 사람이 살게 되었다. 섬 특유의 열대기후로 설탕 등의 플랜테이션 산업이 발달하였으며 그 영향으로 동아프리카 노예들이나 말레이인, 베트남인, 중국인, 인도인 등의 이주민 노동자들도 정착하게 되었다. 오늘날 레위니옹 인구의 대다수는 혼혈인으로서 주 언어 역시 레위니옹 크레올이지만 프랑스어의 경우 단독 공용어로 지정되어 있다.
1946년부터 프랑스의 레지옹으로 승격되어 프랑스 본토의 레지옹과 동일한 지위를 얻게 되었다. 따라서 오늘날 유럽연합과 유로존의 최외곽 지역으로도 취급되고 있으며, 해외 프랑스의 또다른 속령인 마요트와 함께 남반구의 유이한 유로존 지역으로 남아 있다. 한편 프랑스는 지정학적 위치를 감안하여 레위니옹에 대규모 군병력을 주둔 운영하고 있다.

## 역사
1507년에 당시 무인도였던 이 섬을 포르투갈인이 발견하고, 1642년 프랑스 루이 13세가 부르봉섬(île Bourbon)으로 명명했지만, 부르봉 왕정을 타도한 프랑스 혁명에 의해 레위니옹섬(LaRéunion)으로 개명하였다. 1806년에 황제 나폴레옹에 아첨하는 프랑스 제독에 의해 보나파르트섬이라고 개칭되었다가, 나폴레옹 전쟁 후 영국이 점령하였고(1810년 -1815년) 부르봉섬으로 되돌렸다. 그러나, 1848년 2월 혁명으로 7월 왕정이 붕괴되면서 다시 레위니옹섬으로 개칭하였다.
17세기 중반부터 프랑스 동인도 회사가 희망봉을 돌아 인도로 가는 선박들의 중간 기착지를 세우면서 사람이 살기 시작했다. 처음에는 아프리카 노예들을 수입해 커피·설탕 농장에서 일을 시켰으며, 1848년 노예제도가 폐지되면서 인도·중국·아프리카에서 계약노동자들을 데리고 왔다. 1869년에 수에즈 운하가 개통하여 중계항으로서의 역할은 쇠퇴하였다. 프랑스의 식민지로 있다가 1946년에 프랑스 해외주가 되었다. 1973년에 마다가스카르에서 프랑스 군대 병력이 철수해 들어오면서 인도양 주둔 프랑스군 본부가 들어섰다. 2003년에 프랑스의 해외 레지옹이 되었다.
프랑스는 1963년부터 1982년까지 당시 인구가 폭발적으로 증가하던 레위니옹에서 아이들을 데려와 본토 지방의 인구 감소분을 메운다는 발상으로 해외영토 이민개발국(BUMIDOM) 주도 아래 레위니옹 어린이 총 1,615명을 프랑스 시골로 이주시켜 중산층 가정의 하인으로 쓰거나 농장에서 일을 시키는 국가 범죄를 저질렀다.

## 인구
이 섬에 사람이 처음 살기 시작한 것은 17세기 중반에 프랑스 이주민들이 정착하면서부터이다. 이들은 동아프리카에서 노예들을 사와 농장에서 일을 시켰으며, 노예제 폐지 후에는 인도, 중국, 아프리카에서 계약노동자들을 수입했다.
혼혈인 크리올이 전체 인구의 64%를 차지하고, 인도인이 28%로 두번째로 많으며, 그 밖에 소수의 유럽인과 중국인 등이 있다. 주민 다수를 점하는 크리올과 경제적으로 윤택한 유럽인, 인도인 사이의 빈부격차가 크다.
가장 인구가 많은 광역권은 생드니 (Saint-Denis)이며 2020년 기준 인구는 315,080명에 달한다. 섬 북부의 6개 코뮌 (생드니, 생트마리, 라포세시옹,  생트쉬잔, 생탕드레, 브라스파농)을 아우르고 있다. 나머지 두 광역권은 생피에르르탕퐁 (Saint-Pierre-Le Tampon), 생폴 (Saint-Paul) 순이다.

### 언어
공용어는 프랑스어지만 레위니옹 크리올이 주로 쓰인다. 크레올은 일상적인 언어로서 흔히 사용되며, 행정업무나 교육 등의 분야에서는 프랑스어가 공식적으로 쓰인다. 중국계 이민자들에 의해 중국어 (표준중국어, 하카어, 광둥어)도 가끔 사용되며, 코모로계 이민자들이 코모로어를, 마다가스카르나 마요트에서 건너온 이민자들이 말라가시어를 사용하고 있다. 여기에 타밀어, 구자라트어, 힌두어 등 인도 이민자들의 언어와 무슬림들이 사용하는 아랍어도 있다. 일부 학교에서는 광둥어, 아랍어, 타밀어를 보조언어로 쓰기도 한다.

### 종교
주민의 대부분은 기독교를 믿으며 가톨릭교회의 영향력이 크다. 전체 인구의 84.9%가 기독교 신자이며 10%는 힌두교, 2.15%는 이슬람교를 밑는다. 여러 대도시에는 힌두교 사원과 모스크가 세워진 경우가 많다. 이밖에도 소수지만 중국 민간신앙과 불교 신자도 존재한다.

## 행정

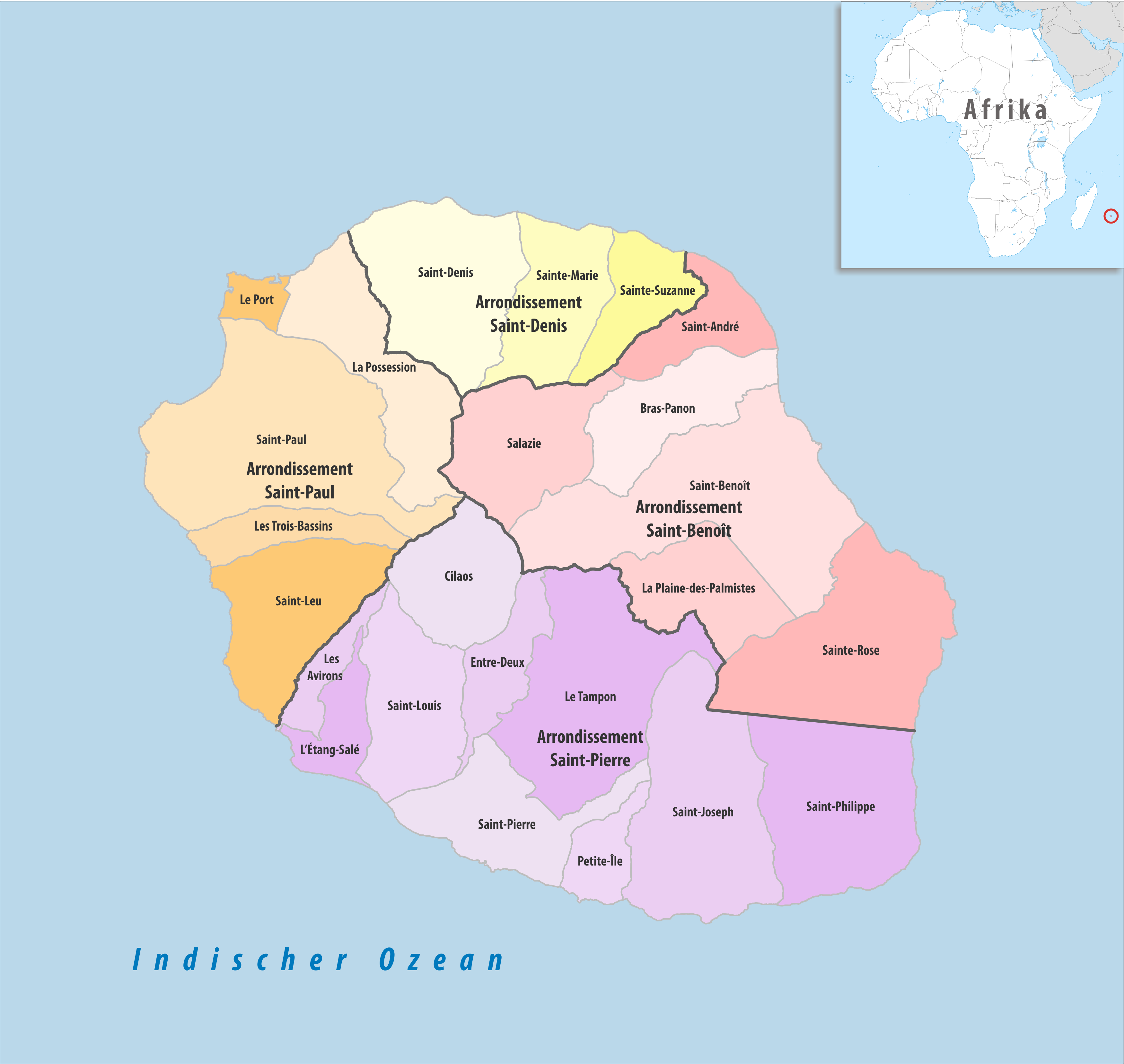
아롱디스망과 코뮌

4개의 아롱디스망(arrondissement), 25개의 캉통, 24개의 코뮌이 존재한다.
- 생드니(Saint-Denis): 3개의 코뮌
- 생브누아(Saint-Benoît): 6개의 코뮌
- 생폴(Saint-Paul): 5개의 코뮌
- 생피에르(Saint-Pierre): 10개의 코뮌

## 경제
레위니옹의 경제는 전적으로 설탕 산업에 의지하고 있는데, 설탕은 이 섬 전체 수출액의 약 75%를 차지하며, 럼주와 당밀 같은 설탕부산물이 나머지 대부분을 차지한다. 대부분의 경작지에서는 사탕수수를 재배하지만, 바닐라, 콩, 그 밖의 과일, 채소 등도 일부 경작한다. 압축시설을 갖추고 있는 12개 정도의 대규모 농장에서 사탕수수를 대량 재배하며, 이들 가운데 절반 정도가 협동조합 형태로 관리된다.

## 같이 보기
- 프랑스의 행정 구역
- 말레이시아 항공 370편 실종 사건